# Tomate cherri
El tomate cherry, también denominado tomate cereza, tomate pasa o tomate uva, es un fruto pequeño y redondeado que se cree es una mezcla genética entre Solanum pimpinellifolium y tomates de jardín domesticados. El rango de tamaño del tomate cereza en varía de una yema de un dedo y una pelota de golf, y su forma puede ser esférica o ligeramente oblonga. Suele ser de color rojo, aunque existen variedades de color naranja, amarillo, verde, y negro.

## Descripción
Similar a la planta de tomates, pero con un tamaño menor y frutos igualmente menores, aunque al ser tutoradas puede alcanzar los 2 m, los frutos miden de 1 a 3 cm. Al principio del crecimiento su tallo es recto, pero conforme pasa el tiempo tenderá a caerse hacia los costados y a enredarse con sus ramas. Presenta flores amarillas que aparecen al principio de la primavera, normalmente constan de cuatro/cinco pétalos, las cuales, posteriormente, darán lugar a los frutos que inicialmente serán verdes y con el tiempo se tornarán al color de la variedad del tomate cherry en cuestión. Las hojas de la planta son pinnadas y compuestas, con entre 7 y 9 foliolos peciolados, lobulados, con borde dentado, alternos y opuestos, las hojas son verde oscuro. Al igual que el tallo, las hojas se encuentran cubiertas de pelos glandulares que ayudan absorber el agua que cae a la hoja. La temperatura óptima para el cultivo del tomate cherry es de 24-25 °C.

## Cuidados
La planta no exige mucho de por sí, pudiendo crecer en una zona de clima templado, con abundantes riegos y al menos un par de horas de insolación, aunque es preferible que el suelo sea abonado para un crecimiento óptimo y una buena producción de frutos. Es recomendable, además, el uso de fertilizantes, que incrementarán la densidad del follaje y la calidad de los frutos. Un buen ejemplo es la harina de hueso, fertilizante rico en potasio. Para un crecimiento controlado, es preferible el uso de un tutor que guiará adecuadamente el crecimiento de tallos y ramas.

## Historia

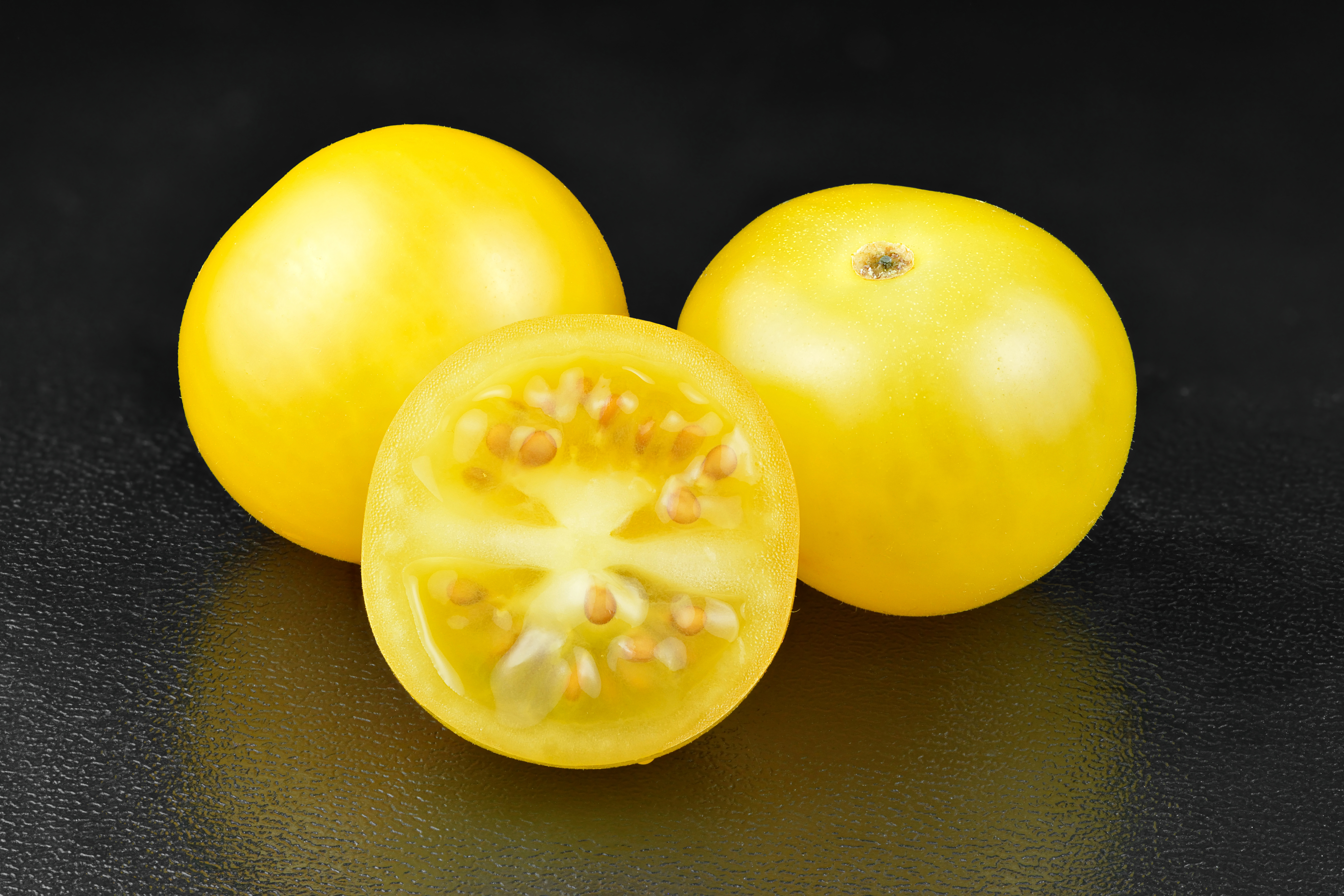

El origen del tomate cereza se remonta al México azteca, como mínimo al siglo XV d. c.
Los primeros tomates cultivados en Europa en el siglo XVI, fueron de color amarillo. Estos fueron cultivados en los jardines botánicos del sur de España. 
Los tomates cereza se popularizaron en los Estados Unidos y Europa a principio del siglo XX.

## Coloración del tomate cherri
Los licopenos son un componente presente en los cherri y el resto de variedades de tomate. Estos son los que le dan el color rojo característico del fruto. Los licopenos son un tipo de carotenos con propiedades antioxidantes. Además, 
su efecto es 10 veces mayor que otros antioxidantes clásicos como la vitamina E.